# Родан (епископ Тулузы)
Родан (лат.  Rhodanius, Rhodanus, Rodanus, Rodanos, Rotanus, Throdanius, Rhodanusius) — епископ Тулузы (350—358 гг.).

## Биография
Известно, что Родан в 355 году принимал участие как епископ Тулузы в Миланском Синоде, который  осудил учение Афанасия Александрийского. Вместе с Иларием Пиктавийским выступил против проарианской политики, проводимой императором Констанцием II.
Родан также участвовал в 353 году в Арльском Синоде и в 356 году в Миланском Синоде.
В 358 году Родан вместе с Римским папой Либерием и Иларием Пиктавийским был сослан императором Констанцием II.
Родан умер в изгнании во Фригии. Точная дата смерти не известна.

## Источник
- Patrice Cabau, Les évêques de Toulouse (IIIe-XIVe siècles) et les lieux de leur sépulture, Mémoires de la Société archéologique du Midi de la France, 59 (1999), p. 123—162. Хронология епископов Тулузы  (фр.)